# Henri Buisson
Henri Buisson (Paris, 15 de julho de 1873 — Marselha, 6 de janeiro de 1944) foi um físico francês.
De 1914 a 1943 foi professor da Universidade de Aix-Marselha.
Buisson e Charles Fabry descobriram a ozonosfera em 1913.